# Спурис, Эгонс
Э́гонс Спу́рис (латыш. Egons Spuris; 5 октября 1931 — 20 мая 1990, Рига) — латышский и советский фотограф и дизайнер, член Союза дизайнеров Латвии.

## Биография
Родился 5 октября 1931 года в Риге. В 1962 году окончил Рижский политехнический институт. В этом же году вместе с коллегами основывает Рижский фотоклуб. С 1973 года — руководитель Огрского фотоклуба. С 1988 года — член Союза дизайнеров Латвийской ССР.

## Творчество
Стиль работы Спуриса близок к творчеству американских фотографов. Спурис работал в разных жанрах, в том числе, выразительных портретов и ландшафтных композиций. Важная тема творчества Спуриса — это рабочие районы Риги. Наиболее значительная серия работ — «Рига. Пролетарские районы. Конец XIX — начало XX века» (1970—1980) — включена в культурный канон Латвии.